# Verlehmung
Die Verlehmung ist ein wesentlicher Prozess der Bodenbildung (Pedogenese), bei dem es durch Silikatverwitterung und Neubildung von Tonmineralen zu einer Korngrößenverminderung kommt. Dadurch wird die Textur eines Bodens immer feiner.

## Beschreibung
Im Boden liegen zahlreiche bodenbildende Silikate vor (z. B. Glimmer, Olivin, Biotit, Amphibol oder Pyroxen). Durch die chemische Verwitterung (Oxidation, Hydrolyse und Hydratation) werden deren Gerüste in Fragmente aufgespalten, so dass Eisenverbindungen, leichtlösliche Ionen sowie Kieselsäure und Aluminiumhydroxide freigesetzt werden. Die Kieselsäure und die Aluminiumhydroxide reagieren in Situ miteinander und fügen sich zu neuen Gerüsten zusammen. Dadurch bilden sich im Boden neue Tonminerale wie Illit, Vermiculit und Smectit. Diese neu entstandenen Minerale besitzen eine deutlich geringere Korngröße als die verwitterten, aus deren Fragmenten sie bestehen. Mit fortschreitender Verwitterung wird der Boden damit immer feiner. Die meisten leicht löslichen Ionen werden ausgewaschen (Entkalkung und Auswaschung); ein Teil wird in die Gerüste der neuen Minerale eingebaut.
Die Verlehmung ist untrennbar mit dem Prozess der Verbraunung verbunden. Hierbei bildet das freigesetzte Eisen intensiv gefärbte Verbindungen, die die Bodenfarbe beeinflussen. Im gemäßigten Klima Mitteleuropas nimmt der Boden hierdurch seine typischen braunen Farbtöne an.